# Stawiacz sieci

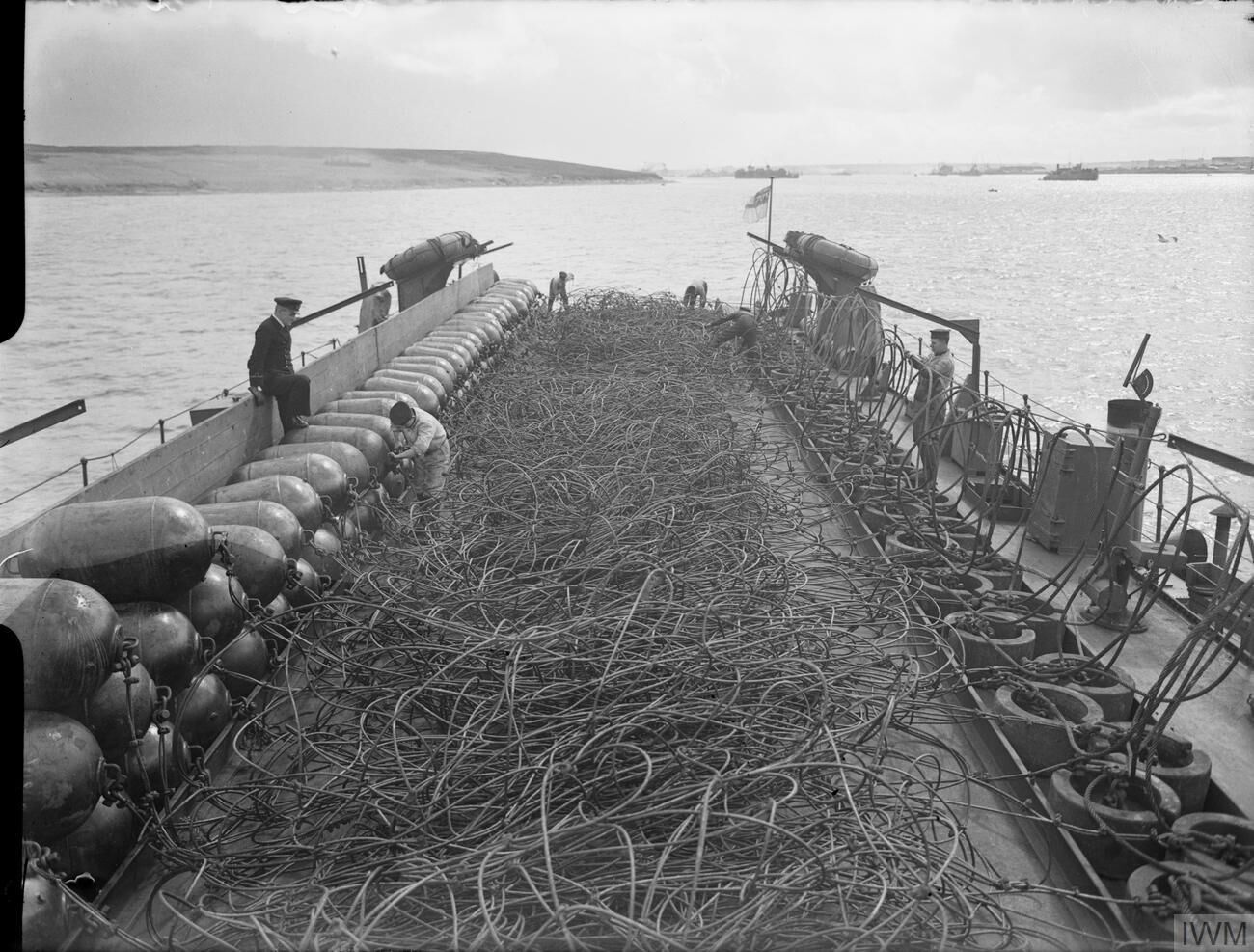
Stawiacz sieci przygotowujący się do stawiania sieci zagrodowych

Stawiacz sieci – okręt specjalnego przeznaczenia lub pomocnicza jednostka pływająca przeznaczona do stawiania i dozorowania eksploatacyjnego sieci zagrodowych przeciw okrętom (bonów) i sieci przeciw okrętom podwodnym, torpedom oraz płetwonurkom.
Stawiacze sieci na ogół odznaczały się dwoma charakterystycznymi wysięgnikami przymocowanymi na stałe na dziobie, umożliwiającymi operowanie fragmentami sieci i bonami.